# Magdalena Teitipac
Magdalena Teitipac là một đô thị thuộc bang Oaxaca, Mexico. Năm 2005, dân số của đô thị này là 4296 người.